# Zálesie (Senec)
Zálesie é um município da Eslováquia, situado no distrito de Senec, na região de Bratislava. Tem 5,87 km² de área e sua população em 2019 foi estimada em 2144 habitantes.

## Demografia
| Ano:        | 1994 | 2004    | 2014    | 2024    |
| ----------- | ---- | ------- | ------- | ------- |
| Broj ljudi: | 710  | 925     | 1791    | 2297    |
| Razlika:    |      | +30,28% | +93,62% | +28,25% |

| Ano:               | 2023 | 2024   |
| ------------------ | ---- | ------ |
| Número de pessoas: | 2280 | 2297   |
| Diferença:         |      | +0,74% |